# استيبان تشافيس
استيبان تشافيس (بالإسبانية: Esteban Chaves)‏ مواليد 17 يناير 1990 في بوغوتا، هو دراج كولومبي في صنف سباق الدراجات على الطريق.

## سجل النتائج

### سباقات أو مراحل فاز بها
| التاريخ        | السباق                                                     | المركز                                                                |
| -------------- | ---------------------------------------------------------- | --------------------------------------------------------------------- |
| 11 سبتمبر 2011 | تور دي أفينير 2011                                         | الفائز في التصنيف العام                                               |
| 01 يناير 2012  | طواف برغش 2012                                             |                                                                       |
| 24 يونيو 2012  | فولتا كولومبيا 2012                                        |                                                                       |
| 25 يوليو 2012  | برويبا فيلافرانسا دي أورديزيا 2012                         |                                                                       |
| 11 أغسطس 2012  | 2012 Gran Premio Città di Camaiore                         | الفائز في التصنيف العام                                               |
| 18 مايو 2014   | طواف كاليفورنيا 2014                                       | الثالث في تصنيف الجبال، السابع في التصنيف العام                       |
| 22 يونيو 2014  | طواف سويسرا 2014                                           | السابع في تصنيف الجبال                                                |
| 14 أكتوبر 2014 | طواف بكين 2014                                             | الأول في تصنيف أفضل شاب، الثالث في التصنيف العام                      |
| 31 مايو 2015   | طواف إيطاليا 2015                                          | الثامن في تصنيف أفضل شاب                                              |
| 13 سبتمبر 2015 | طواف إسبانيا 2015                                          | الخامس في التصنيف العام                                               |
| 04 أكتوبر 2015 | طواف لومبارديا 2015                                        | الثامن في التصنيف العام                                               |
| 11 أكتوبر 2015 | طواف أبو ظبي 2015                                          | الفائز في التصنيف العام                                               |
| 24 سبتمبر 2016 | طواف إيميليا 2016                                          | الفائز في التصنيف العام                                               |
| 01 أكتوبر 2016 | طواف لومبارديا 2016                                        | الفائز في التصنيف العام                                               |
| 04 فبراير 2018 | طواف هيرالد صن 2018                                        | الفائز في التصنيف العام                                               |
| 28 مارس 2021   | فولتا كاتالونيا 2021                                       | الأول في تصنيف الجبال، الأول في تصنيف النقاط، السادس في التصنيف العام |
| 10 فبراير 2022 | سباق الزمن على الطريق للرجال في بطولة كولومبيا 2022        |                                                                       |
| 05 فبراير 2023 | 2023 Colombia National Road Cycling Championships - Men RR | الفائز في التصنيف العام                                               |

## روابط خارجية
- استيبان تشافيس على موقع الاتحاد الدولي للدراجات (الإنجليزية)
- استيبان تشافيس على موقع أرشيف الدراجات (الإنجليزية)
- استيبان تشافيس على موقع إحصائيات الدراجات الإحترافية (الإنجليزية)
- استيبان تشافيس على موقع نسبة الدراجات (الإنجليزية)
- استيبان تشافيس على موقع CycleBase (الإنجليزية)
- استيبان تشافيس على موقع أوليمبيديا (الإنجليزية)
- استيبان تشافيس على موقع AS.com (الإسبانية)